# Высшие духи
«Высшие духи» (другой вариант перевода названия — «Бодрость духов») — американский кинофильм 1988 года.

## Сюжет
Хозяин ирландского замка Питер Планкетт решает заработать денег на туристах. Для этого, разрекламировав свою собственность как «замок с привидениями», он переодевает своих слуг в призраков. В замок приезжает первый автобус с туристами из США. Неожиданно обнаруживается, что в замке действительно есть призраки. Один из туристов, Джек Кроуфорд, семейные отношения которого с женой Шэрон не сложились, знакомится с симпатичным привидением Мэри, убитой здесь накануне своей свадьбы. В то же время отец Шэрон, не верящий в призраков, стремится разоблачить хозяина замка…

## В ролях
- Питер О’Тул — Питер Планкетт
- Донал МакКанн — Имон
- Мари Куглан — Кэти
- Лиз Смит — миссис Планкетт
- Том Хикей — Сампсон
- Тони Рор — Кристи
- Хилари Рэйнольдс — Патриция
- Изольда Казелет — Джулия
- Литл Джон — Гейтмэн
- Стив Гуттенберг — Джек Кроуфорд
- Беверли Д’Анджело — Шерон Кроуфорд
- Дженнифер Тилли — Миранда
- Питер Галлахер — Тони
- Мартин Ферреро — Малькольм
- Конни Бут — Мардж
- Криста Хорниш — Венди
- Мэтью Райт — Вуди
- Пол О’Салливан — Грэм
- Дэрил Ханна — Мэри Планкетт-Броган
- Лиам Нисон — Мартин Броган

## Награды
- 1989 — «Золотая малина» — номинация на премию в категории «Худшая актриса второго плана» (Дэрил Ханна)[2].